# Snowboard na Zimowej Uniwersjadzie 2015
Snowboard na Zimowej Uniwersjadzie 2015 odbył się w dniach 6 – 13 lutego 2015. Zawodnicy rywalizowali w ośmiu konkurencjach - czterech męskich i czterech żeńskich.

## Zestawienie medalistów

### Kobiety
| Data           | Godzina     | Konkurencja                                | Złoto             | Srebro            | Brąz          |
| -------------- | ----------- | ------------------------------------------ | ----------------- | ----------------- | ------------- |
| 6 lutego 2015  | 13:00 UTC+1 | Snowboardcross (SBX) (szczegóły)           | Aleksandra Żekowa | Chloé Trespeuch   | Simona Meiler |
| 7 lutego 2015  | 11:00 UTC+1 | Halfpipe (HP) (szczegóły)                  | Cai Xuetong       | Queralt Castellet | Carla Somaini |
| 10 lutego 2015 | 13:30 UTC+1 | Slalom gigant równoległy (PGS) (szczegóły) | Patrizia Kummer   | Selina Jörg       | Nadya Ochner  |
| 13 lutego 2015 | 11:30 UTC+1 | Slopestyle (SBS) (szczegóły)               | Celia Petrig      | Courtney Cox      | Marion Haerty |

### Mężczyźni
| Data           | Godzina     | Konkurencja                                | Złoto          | Srebro              | Brąz            |
| -------------- | ----------- | ------------------------------------------ | -------------- | ------------------- | --------------- |
| 6 lutego 2015  | 13:00 UTC+1 | Snowboardcross (SBX) (szczegóły)           | Nikołaj Olunin | Alessandro Hämmerle | Nathan Birrien  |
| 7 lutego 2015  | 11:00 UTC+1 | Halfpipe (HP) (szczegóły)                  | Ayumu Nedefuji | Zachary Black       | Broc Waring     |
| 10 lutego 2015 | 13:30 UTC+1 | Slalom gigant równoległy (PGS) (szczegóły) | Daniel Weis    | Choi Bo-gun         | Alexander Payer |
| 13 lutego 2015 | 11:30 UTC+1 | Slopestyle (SBS) (szczegóły)               | Petr Horak     | Piotr Janosz        | Martin Mikyska  |

## Klasyfikacja medalowa
| Miejsce | Państwo           | złoto | srebro | brąz | Razem |
| ------- | ----------------- | ----- | ------ | ---- | ----- |
| 1.      | Szwajcaria        | 2     | 0      | 2    | 4     |
| 2.      | Niemcy            | 1     | 1      | 0    | 2     |
| 3.      | Czechy            | 1     | 0      | 1    | 2     |
| 4.      | Rosja             | 1     | 0      | 0    | 1     |
| 4.      | Chiny             | 1     | 0      | 0    | 1     |
| 4.      | Bułgaria          | 1     | 0      | 0    | 1     |
| 4.      | Japonia           | 1     | 0      | 0    | 1     |
| 8.      | Stany Zjednoczone | 0     | 2      | 1    | 3     |
| 9.      | Francja           | 0     | 1      | 2    | 3     |
| 10.     | Austria           | 0     | 1      | 1    | 2     |
| 11.     | Polska            | 0     | 1      | 0    | 1     |
| 11.     | Hiszpania         | 0     | 1      | 0    | 1     |
| 11.     | Korea Południowa  | 0     | 1      | 0    | 1     |
| 14.     | Włochy            | 0     | 0      | 1    | 1     |

## Wyniki

### Kobiety

#### Snowboardcross
| Miejsce | Zawodniczka         | Reprezentacja     | Czas |
| ------- | ------------------- | ----------------- | ---- |
| złoto   | Aleksandra Żekowa   | Bułgaria          |      |
| srebro  | Chloé Trespeuch     | Francja           |      |
| brąz    | Simona Meiler       | Szwajcaria        |      |
| 4.      | Nelly Moenne-Loccoz | Francja           |      |
| 5.      | Stefanie Rieder     | Szwajcaria        |      |
| 6.      | Faye Gulini         | Stany Zjednoczone |      |
| 7.      | Zuzanna Smykała     | Polska            |      |
| 8.      | Emma Bernard        | Francja           |      |
| 9.      | Karen Iwadare       | Japonia           |      |
| 10.     | Kateřina Chourová   | Czechy            |      |

#### Slalom gigant równoległy
| Miejsce | Zawodniczka        | Reprezentacja    | Czas |
| ------- | ------------------ | ---------------- | ---- |
| złoto   | Patrizia Kummer    | Szwajcaria       |      |
| srebro  | Selina Jörg        | Niemcy           |      |
| brąz    | Nadya Ochner       | Włochy           |      |
| 4.      | Daria Groznowa     | Rosja            |      |
| 5.      | Nicole Baumgartner | Szwajcaria       |      |
| 6.      | Weronika Biela     | Polska           |      |
| 7.      | Aleksandra Król    | Polska           |      |
| 8.      | Karolina Sztokfisz | Polska           |      |
| 9.      | Stefanie Müller    | Szwajcaria       |      |
| 10.     | Shin Da-hae        | Korea Południowa |      |

#### Halfpipe
| Miejsce | Zawodniczka          | Reprezentacja | Czas         |
| ------- | -------------------- | ------------- | ------------ |
| złoto   | Cai Xuetong          | Chiny         | 82.50        |
| srebro  | Queralt Castellet    | Hiszpania     | 72.25        |
| brąz    | Carla Somaini        | Szwajcaria    | 67.75        |
| 4.      | Sun Juan             | Chiny         | 65.75        |
| 5.      | Ramona Petrig        | Szwajcaria    | 63.75        |
| 6.      | Katarzyna Rusin      | Polska        | 55.00        |
| 7.      | Zhai Yue             | Chiny         | Kwalifikacje |
| 8.      | Celia Petrig         | Szwajcaria    | Kwalifikacje |
| 9.      | Klementyna Kołodziej | Polska        | Kwalifikacje |
| 10.     | Anni Halonen         | Finlandia     | Kwalifikacje |

#### Slopestyle
| Miejsce | Zawodniczka           | Reprezentacja     | Czas  |
| ------- | --------------------- | ----------------- | ----- |
| złoto   | Celia Petrig          | Szwajcaria        | 90.25 |
| srebro  | Courtney Cox          | Stany Zjednoczone | 80.25 |
| brąz    | Marion Haerty         | Francja           | 77.75 |
| 4.      | Michaela Davis-Meehan | Australia         | 68.25 |
| 5.      | Ramona Petrig         | Szwajcaria        | 65.25 |
| 6.      | Faye Gulini           | Stany Zjednoczone | 63.50 |
| 7.      | Carla Somaini         | Szwajcaria        | 58.75 |
| 8.      | Amber Arazny          | Australia         | 56.75 |
| 9.      | Lea Jugovac           | Chorwacja         | 52.75 |
| 10.     | Agnieszka Rusin       | Polska            | 50.00 |

### Mężczyźni

#### Snowboardcross
| Miejsce | Zawodniczka | Reprezentacja | Czas |
| ------- | ----------- | ------------- | ---- |
| złoto   |             |               |      |
| srebro  |             |               |      |
| brąz    |             |               |      |
| 4.      |             |               |      |
| 5.      |             |               |      |
| 6.      |             |               |      |
| 7.      |             |               |      |
| 8.      |             |               |      |
| 9.      |             |               |      |
| 10.     |             |               |      |

#### Slalom gigant równoległy
| Miejsce | Zawodniczka | Reprezentacja | Czas |
| ------- | ----------- | ------------- | ---- |
| złoto   |             |               |      |
| srebro  |             |               |      |
| brąz    |             |               |      |
| 4.      |             |               |      |
| 5.      |             |               |      |
| 6.      |             |               |      |
| 7.      |             |               |      |
| 8.      |             |               |      |
| 9.      |             |               |      |
| 10.     |             |               |      |

#### Halfpipe
| Miejsce | Zawodniczka | Reprezentacja | Czas |
| ------- | ----------- | ------------- | ---- |
| złoto   |             |               |      |
| srebro  |             |               |      |
| brąz    |             |               |      |
| 4.      |             |               |      |
| 5.      |             |               |      |
| 6.      |             |               |      |
| 7.      |             |               |      |
| 8.      |             |               |      |
| 9.      |             |               |      |
| 10.     |             |               |      |

#### Slopestyle
| Miejsce | Zawodniczka | Reprezentacja | Czas |
| ------- | ----------- | ------------- | ---- |
| złoto   |             |               |      |
| srebro  |             |               |      |
| brąz    |             |               |      |
| 4.      |             |               |      |
| 5.      |             |               |      |
| 6.      |             |               |      |
| 7.      |             |               |      |
| 8.      |             |               |      |
| 9.      |             |               |      |
| 10.     |             |               |      |